# Valérien de Flavigny
Valérien de Flavigny est né à Villers-en-Prayères au début du XVIIe siècle, et mort à Paris le 29 avril 1674.

## Biographie
Valérien de Flavigny est le fils de Charles de Flavigny, écuyer, seigneur de Beaucourt, gendarme de la Compagnie du roi. Sa mère appartenait à la famille de Creil.
Il a embrassé l'état ecclésiastique et a été dirigé dans ses études par son oncle, Jacques de Flavigny, nommé vicaire général de l'évêché de Luçon par le cardinal de Richelieu, puis doyen du chapitre, et habile théologien. Il a suivi les cours de théologie du collège de Sorbonne. Il a obtenu les degrés ordinaires des écoles de Sorbonne, où il a été reçu docteur en théologie le 25 mai 1628. Il a été ensuite pourvu d'un canonicat de l'église de Reims.
En 1626, il a remplacé Pierre Vignal qui accablé par le poids des ans, 87 ans, s'est démis de la charge de professeur royal en hébreu du Collège royal. Un acte notarié indique qu'il ne devait pas recevoir les appointements de professeur royal qu'àprès le décès de Pierre Vignal. Il a été nommé professeur ordinaire du roi en lettres hébraïques en 1640. Il en a été doyen des professeurs en 1656.
Il s'est occupé essentiellement de discussions philologiques relatives au texte hébreu de la Bible. Après la publication de la Bible polyglotte éditée par Guy Michel Lejay, il s'est engagé dans des querelles avec ses contributeurs maronites, Abraham Ecchellensis et Gabriel Sionite.
Il s'est opposé au système de Nicolas Copernic. Il a critiqué Louis de Clèves au sujet de l'épiscopat et la prêtrise. Il a participé à l'édition des œuvres de Guillaume de Saint-Amour.
Au début des années 1650, il fait la donation d'une rente de 200 livres tournois à la chapelle Saint-Audebert.

### Biographie
- Abbé Claude-Pierre Goujet, Mémoire historique et littéraire sur le Collège royal de France, chez Augustin-Martin Lottin, Paris, 1758, tome1, p. 340-354 (lire en ligne)
- Pierre Féret, La Faculté de théologie de Paris et ses docteurs les plus célèbres. Époque moderne, Alphonse Picard et fils, Paris, 1906, tome 4, XVIIe siècle, p. 339-346 (lire en ligne)